# 인동과
인동과(忍冬科, 학명: Caprifoliaceae 카프리폴리아케아이[*])는 산토끼꽃목의 과이다.
북반구의 온대를 중심으로 분포하고 있으며, 세계적으로 42속의 860여 종 가량이 알려져 있는 과로 꼭두서니과와 가깝다. 한국에는 인동덩굴·괴불나무·댕강나무·댕댕이나무·병꽃나무 등의 6속 39종이 자란다.
대부분 관목으로서, 물관부가 부드러우며 가운데에는 속이 발달되어 있는데, 때로는 초본인 종도 있다. 잎은 마주나고 턱잎은 없지만 혹시 있어도 아주 작다. 꽃은 방사대칭이나 좌우대칭인 양성화로, 대부분 취산꽃차례를 이루면서 달린다. 꽃부리는 5갈래로 나뉘어 있으며, 수술은 5개 또는 4개인데 꽃부리통에 붙어 있다. 씨방은 하위이며, 2-5개의 방으로 나뉘어 있다. 암술머리는 보통 갈라지지 않은 공 모양이나 원반 모양이다. 열매는 삭과 또는 액과이다. 이 과에는 특히 관상용 종이 많은데, 예를 들어 골병꽂나무·아왜나무 등은 정원수로 이용된다.
예전에 인동과로 분류했던 딱총나무속(Sambucus)과 산분꽃나무속(Viburnum)은 연복초과로 분류하고 있다. 과거 좁은 의미의 인동과에 포함되던 식물들은 인동과 아래의 인동아과(Caprifolioideae)로 분류된다.

## 하위 분류
| - 린네풀아과(Linnaeoideae Raf.) - 마타리아과(Valerianoideae Raf.) - 모리나아과(Morinoideae Burnett) - 산토끼꽃아과(Dipsacoideae Eaton) - 애기병꽃아과(Diervilloideae Raf.) - 인동아과(Caprifolioideae Eaton) - 체꽃아과(Scabiosoideae Burnett) | 분류 불확실(incertae sedis) - 긴털댕강나무속(Zabelia (Rehder) Makino) |